# الذيبية (القصيم)
الذيبية مركز في منطقة القصيم في السعودية، وهو مركز فئة (أ)، وتابع إداريًا إلى إمارة منطقة القصيم.

## الموقع الجغرافي
تقع الذيبية في الجزء الغربي لمنطقة القصيم وتُعتبر أحد أكبر بلدان منطقة القصيم الغربية، وتبعد عن مدينة بريدة 106 كيلومتر، ويقع طريق المدينة المنورة السريع جنوب الذيبية ويبعد عنها 4 كيلومتر، ويمر بها طريق المدينة المنورة القديم.

## التسمية
بتشديد الذال فياء ساكنة أولى فباء مكسورة فياء ثانية مشددة مفتوحة فهاء آخره، على صيغة النسبة إلى الذيبة أنثى الذئب بعد تسهيل همزته. وهي هجرة كبيرة للجملاء (جمع جميلي) من بني سالم من قبيلة حرب. وكانت قبل ذلك ماءً عدًّا ترده البادية، وقيل سبب تسميتها بالذيبية أنها كانت قبل عمارتها ماءً قريب النبط حتى كان الذئب يشرب منها فسميت الذيبية.

## الخدمات الحكومية
يوجد في الذيبية الخدمات الحكومية التالية:
- مركز إمارة الذيبية.
- مركز الخدمات البلدية.[6]
- مركز الرعاية الصحية الأولية.
- مركز شرطة.
- مكتب البريد السعودي.
- مدرسة الذيبية الابتدائية (للبنين).
- مدرسة متوسطة وثانوية عبد الله بن مظعون (للبنين).
- مدرسة الابتدائية الأولى (للبنات).
- مدرسة متوسطة وثانوية الذيبية (للبنات).
- روضة أطفال.
- جمعية خير الخيرية.
- جمعية التنمية الأهلية.[7]

## السكان
بلغ عدد سكان الذيبية 5068 نسمة، حسب إحصاء أُجري في عام 2010.

## المناخ
مناخ صحراوي، حار جاف صيفًا، بارد مُمطر شتاءً، وتبلغ درجة الحرارة صيفًا 45 درجة مئوية، وفي الشتاء تصل إلى ما دون الصفر.

## وصلات خارجية
- الذيبية واحة خضراء تصدّر المنتجات الزراعية والحيوانية - جريدة الجزيرة.